# St Thomas' Church

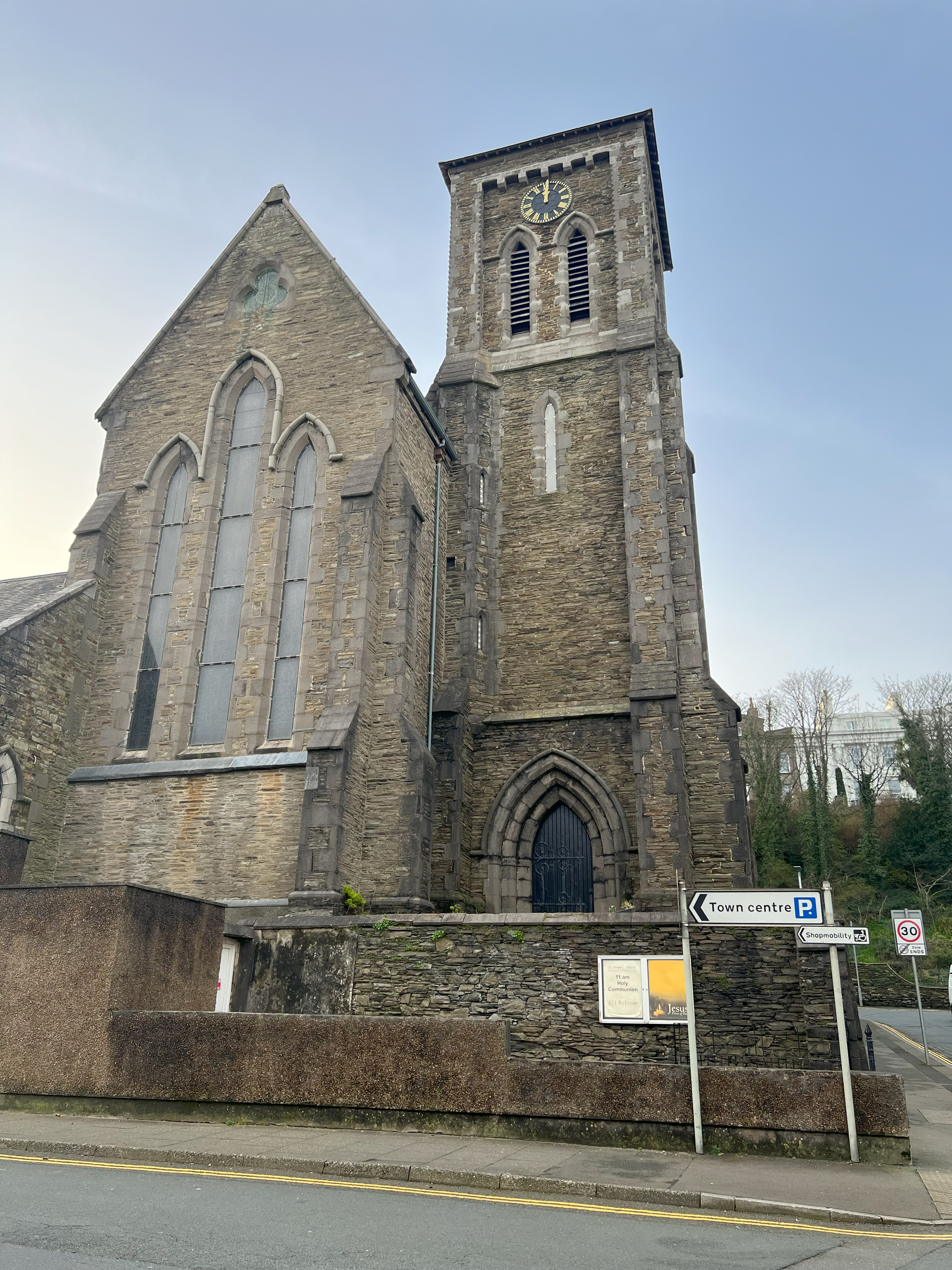
St Thomas' Church in Douglas.

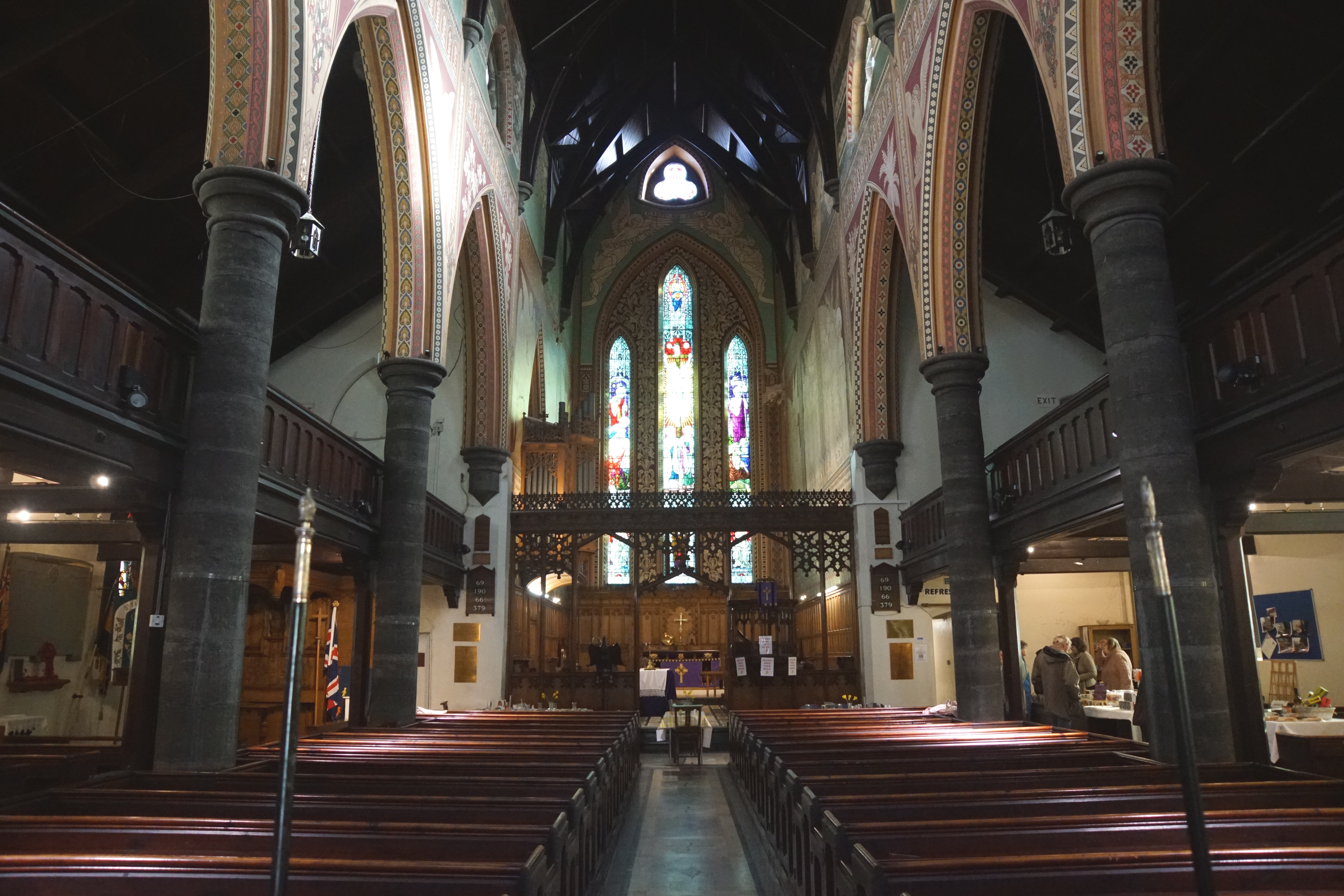
Interieur.

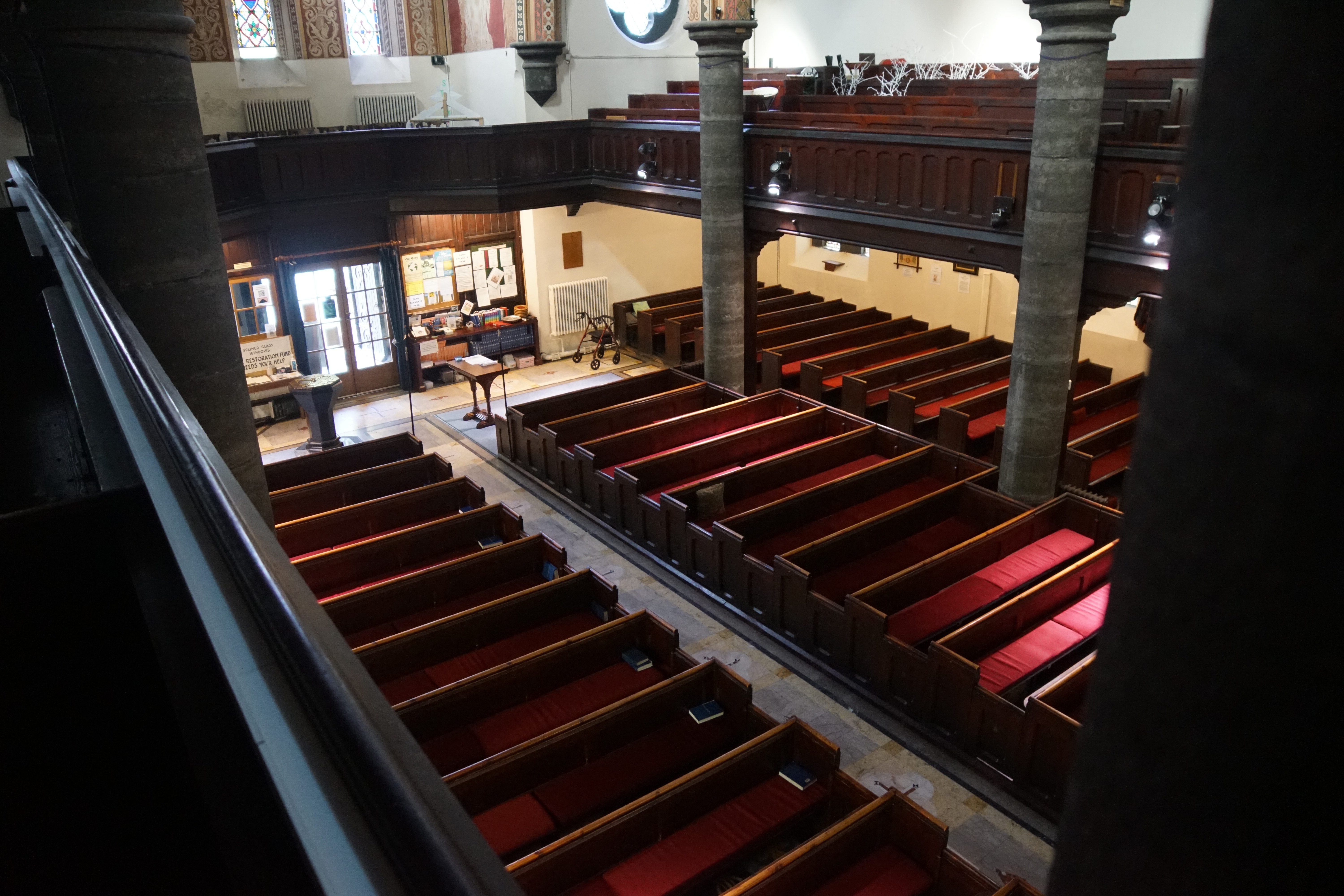
Interieur gezien vanaf de galerij.

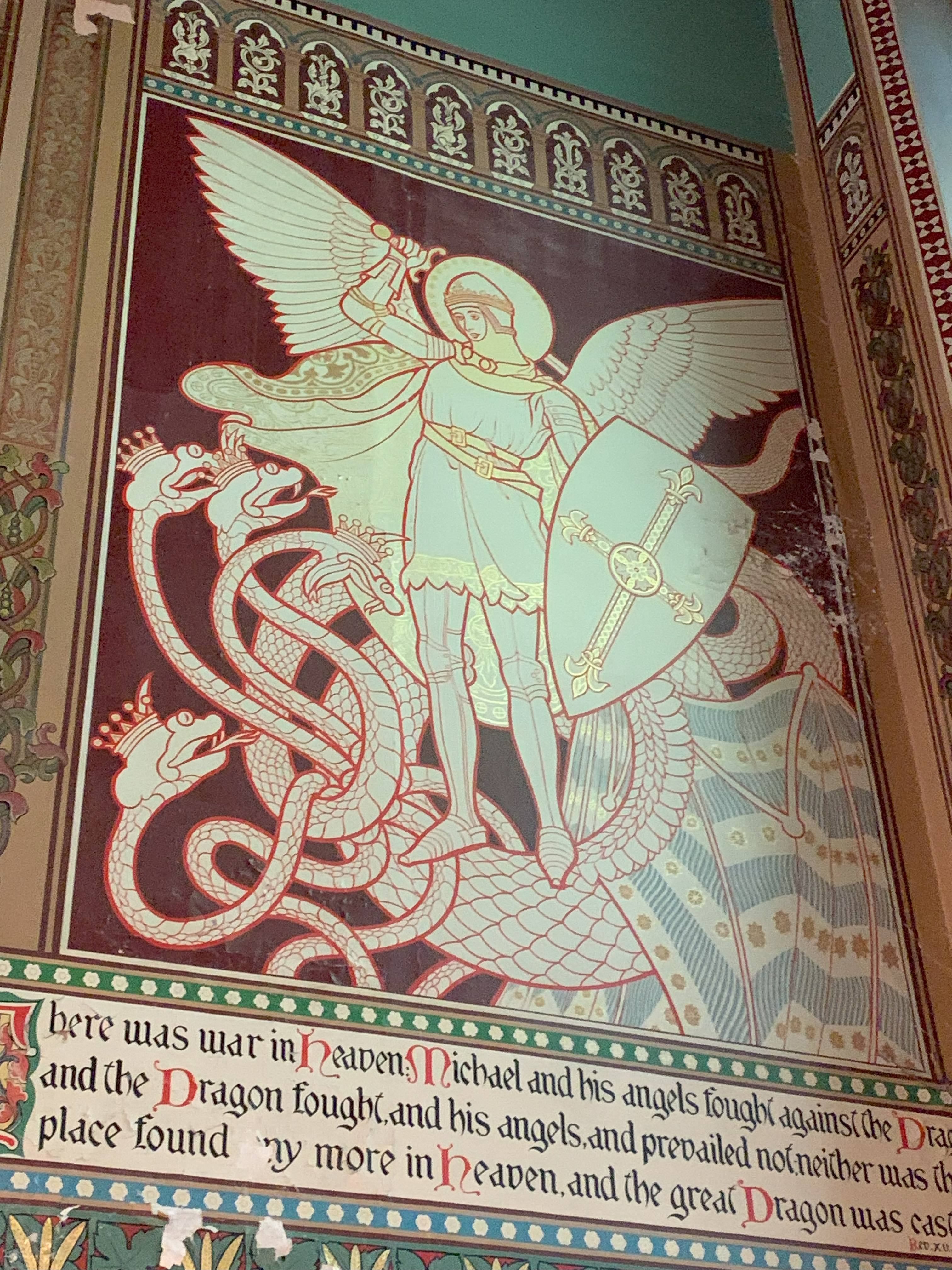
Michaël tegen de draak.

St Thomas' Church, ook Church of St Thomas the Apostle, is een negentiende-eeuwse kerk, gelegen in Douglas op het eiland Man. 

## Geschiedenis
St Thomas' Church werd gebouwd in 1846-1849 door Ewan Christian als parochiekerk voor de nieuwe noordelijke buurten in Douglas. Het gebouw werd opgetrokken in Manx-leisteen en kalksteen. In het ontwerp was er sprake van een noordoostelijke toren met een spits van 55 meter hoog die echter niet werd gerealiseerd. In 1927 werd de kerk uitgebreid met een grote sacristie naar een ontwerp van Jos. E. Teare en een garderoberuimte voor dames. St Thomas' Church had oorspronkelijk 1021 zitplaatsen (waarvan 500 bedoeld voor de armen) en een noordelijke galerij. In 1927 werd dit uitgebreid met een westelijke galerij, omdat in de zomer meer plaats nodig was door de vele vakantiegangers die Douglas bezochten.
In 1939 realiseerde W.T. Quale een herinneringskapel. 
In 1999 verwierf de kerk de status van registered building.

## Beschrijving
St Thomas' Church ligt aan de Finch Road in Douglas, op de hoek met de Church Road Marina. De kerk heeft een rechthoekige plattegrond met twee zijbeuken en is min of meer west-oostelijk georiënteerd. Aan de zuidoostzijde bevindt zich een sacristie en aan de noordoostzijde een klokkentoren zonder spits. De kerk is voorzien van spitsboogramen en een lichtbeuk boven een hoog schip en koor.
Het doopvont is van 1849. Het houten koorscherm van 4,3 meter hoog met preekstoel en lessenaar stamt uit de periode 1891-1898 en werd, net als de zitplaatsen in het koor uit 1910 en de orgelbekisting uit 1913, gerealiseerd door Basil Champneys, de neef van de predikant, waarbij de houtsnijwerk door R. Bridgeman & Sons uit Lichfield werd gedaan. Het eikenhouten retabel stamt uit 1929 en werd gemaakt door Jones & Willis; het verving een stenen retabel uit 1872 van de hand van Charles Swinnerton.
De vloer van het koor is van Italiaans marmer dat in 1928 werd gelegd.
Het glasinloodraam in de westgevel met daarop afgbeeld het triskelion stamt uit 1850 en werd gemaakt door John McWeeney uit Dublin naar een ontwerp van F. Philip Moore uit Douglas. De acht glasinloodramen in het schip werden door Heaton, Butler & Bayne gemaakt; de laatste in 1893. Het oostraam is van de hand van Jonas & Willis en dateert uit 1927.

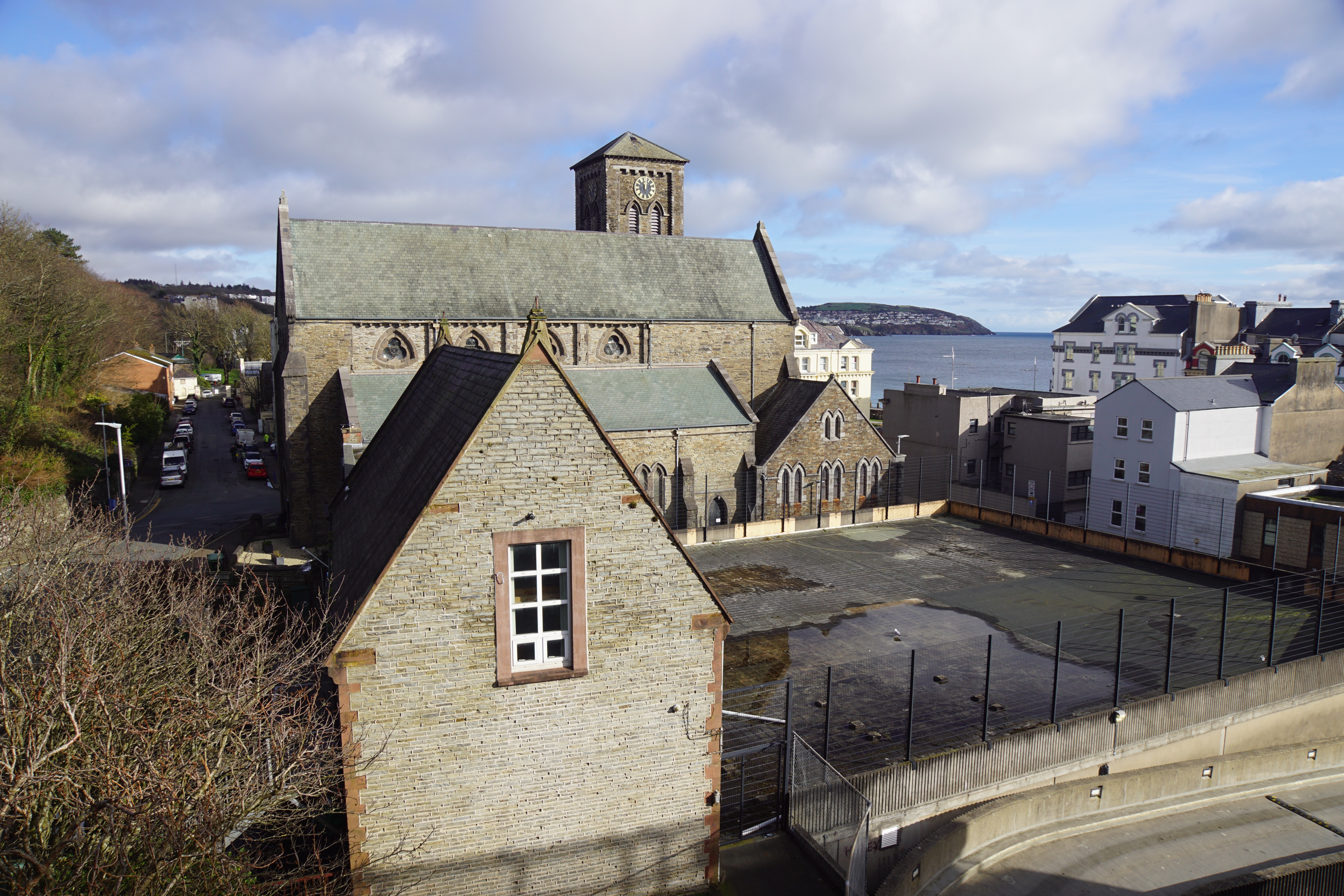
De kerk vanuit het zuiden.
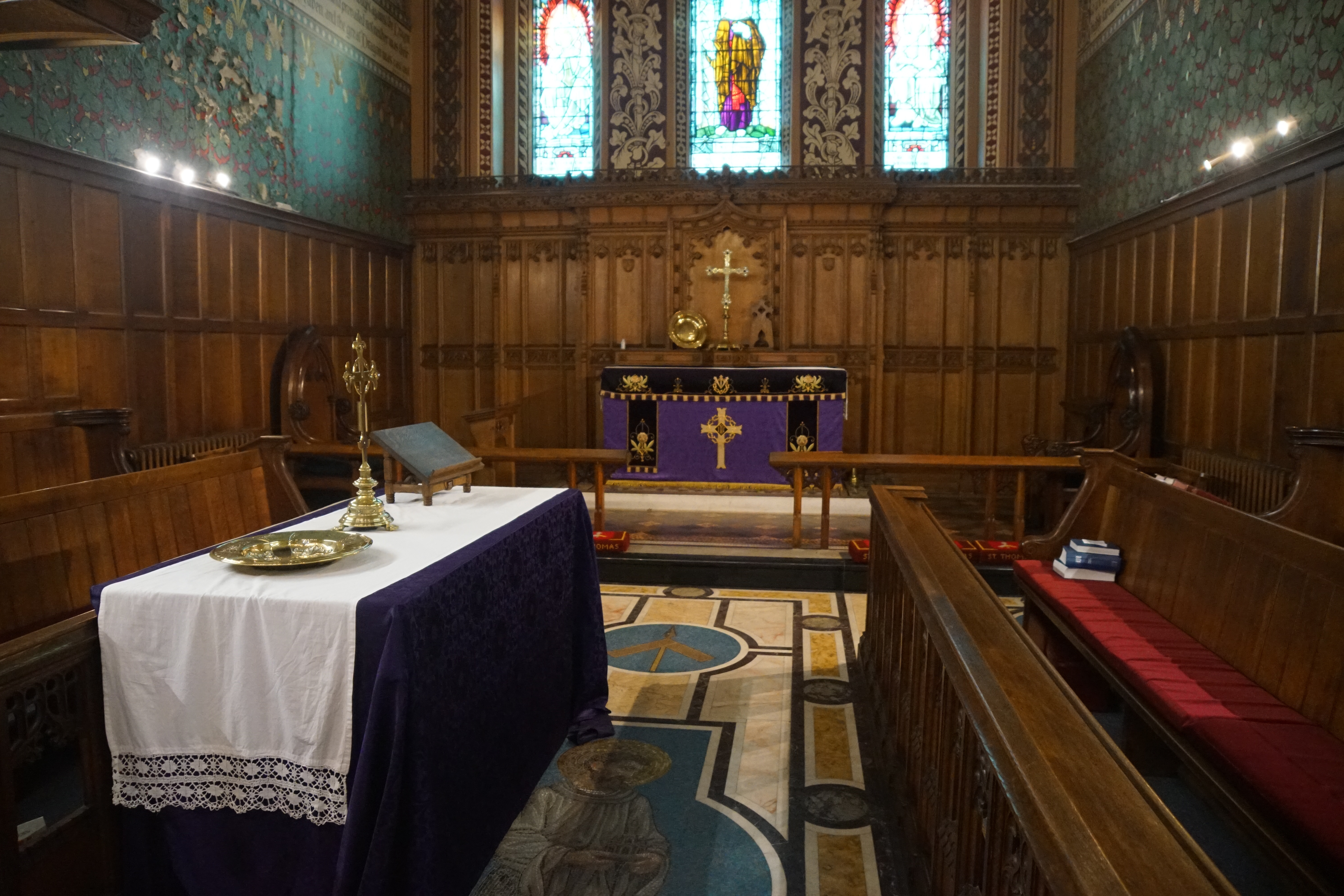
Altaar.
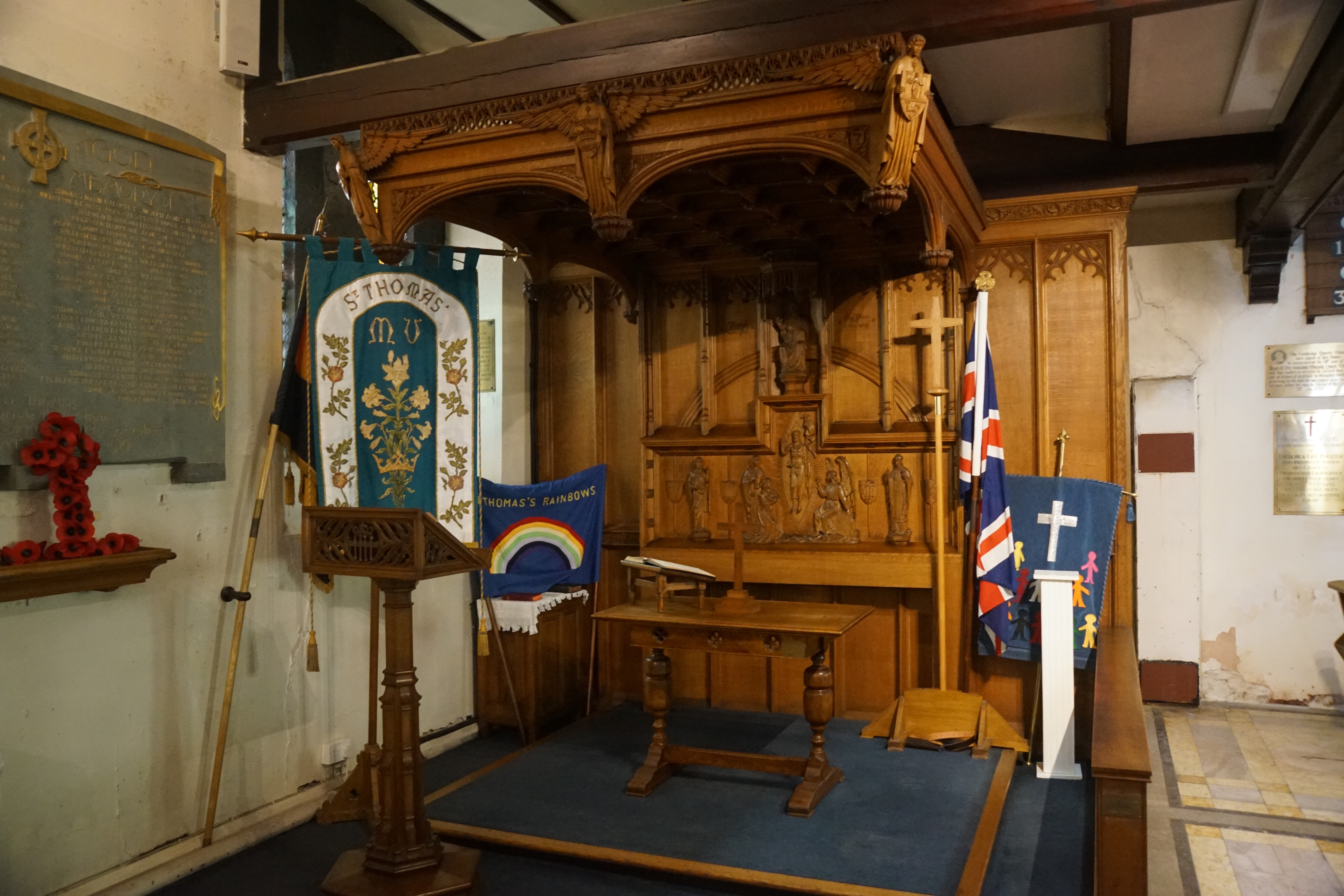
Herinneringskapel.
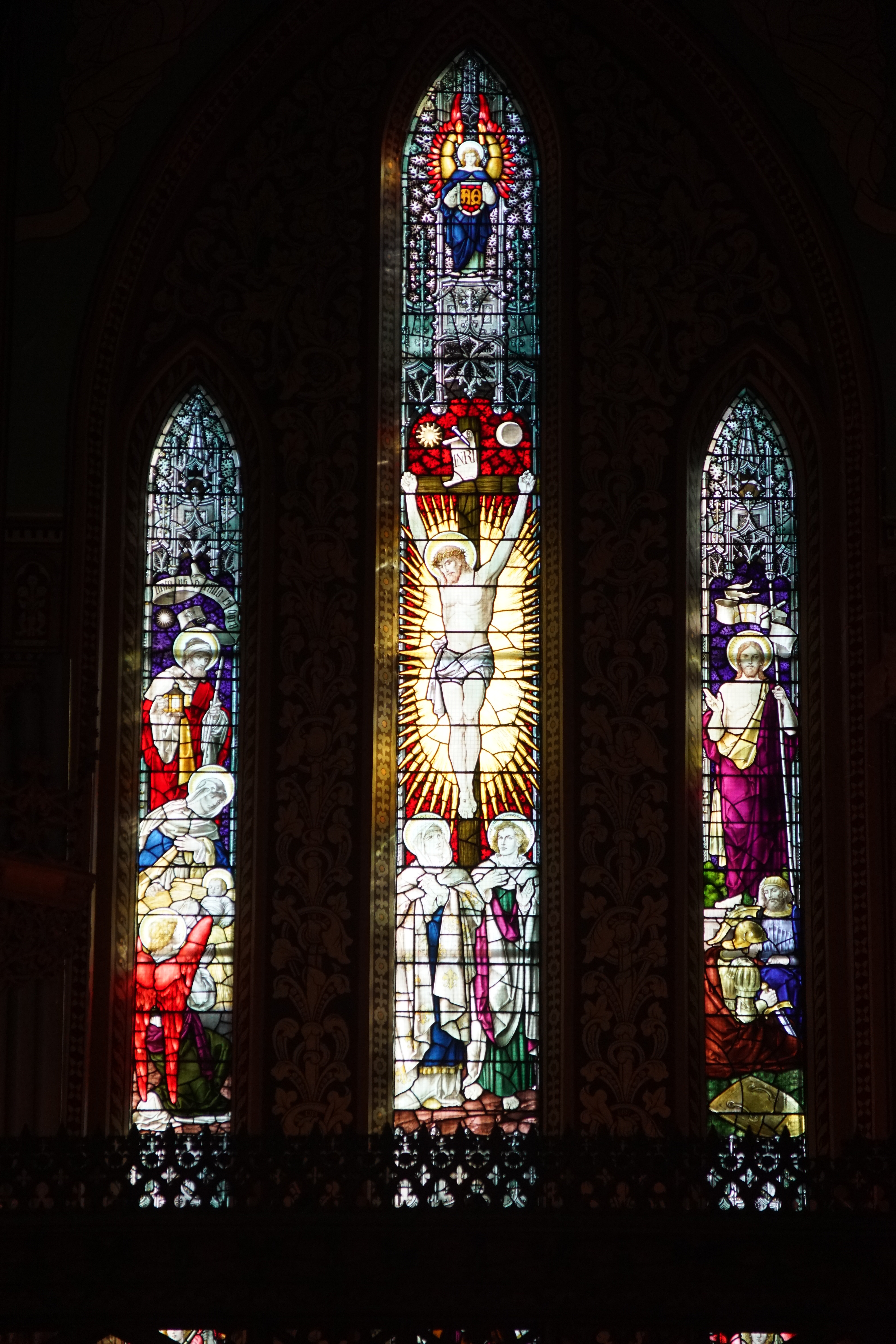
Oostelijk raam uit 1927.

### Muurschilderingen
Op de muren van het schip en het koor van de St Thomas' Church zijn schilderingen aangebracht door de lokale artiest John Miller Nicholson in de periode 1896-1910, waarbij zijn broer James het letteren uitvoerde. In 1998 werden de schilderingen door Tobit Cutels gerestaureerd. De afbeeldingen waren bepaald door de predikant E.B. Savage.
Op de zuidelijke muur is de Boom des Levens afgebeeld. Op de noordelijke muur van het koor is de aartsengel Michaël en de draak afgebeeld. Op de zuidmuur staat de aartsengel Gabriël afgebeeld die het bericht over de Geboorte van Maria brengt, zoals beschreven in het Proto-evangelie van Jakobus. 
Op de westelijke muur staan Cherubijnen met vlammende zwaarden afgebeeld in het Hof van Eden.
In de boogspanten is aan het westelijk uiteinde van de arcade de aanbidding van het joodse tabernakel en tempel afgebeeld met een wierookaltaar, de Ark van het Verbond, een gouden kandelaar en een tafel met toonbroden. In de eropvolgende boogspanten zijn de symbolen van de vier evangelisten afgebeeld, gevolgd door het lam, de pelikaan, de feniks en de duif in de boogspant erna, gevolgd door een wijnrank, een lelie, een olijf en een palmboom.

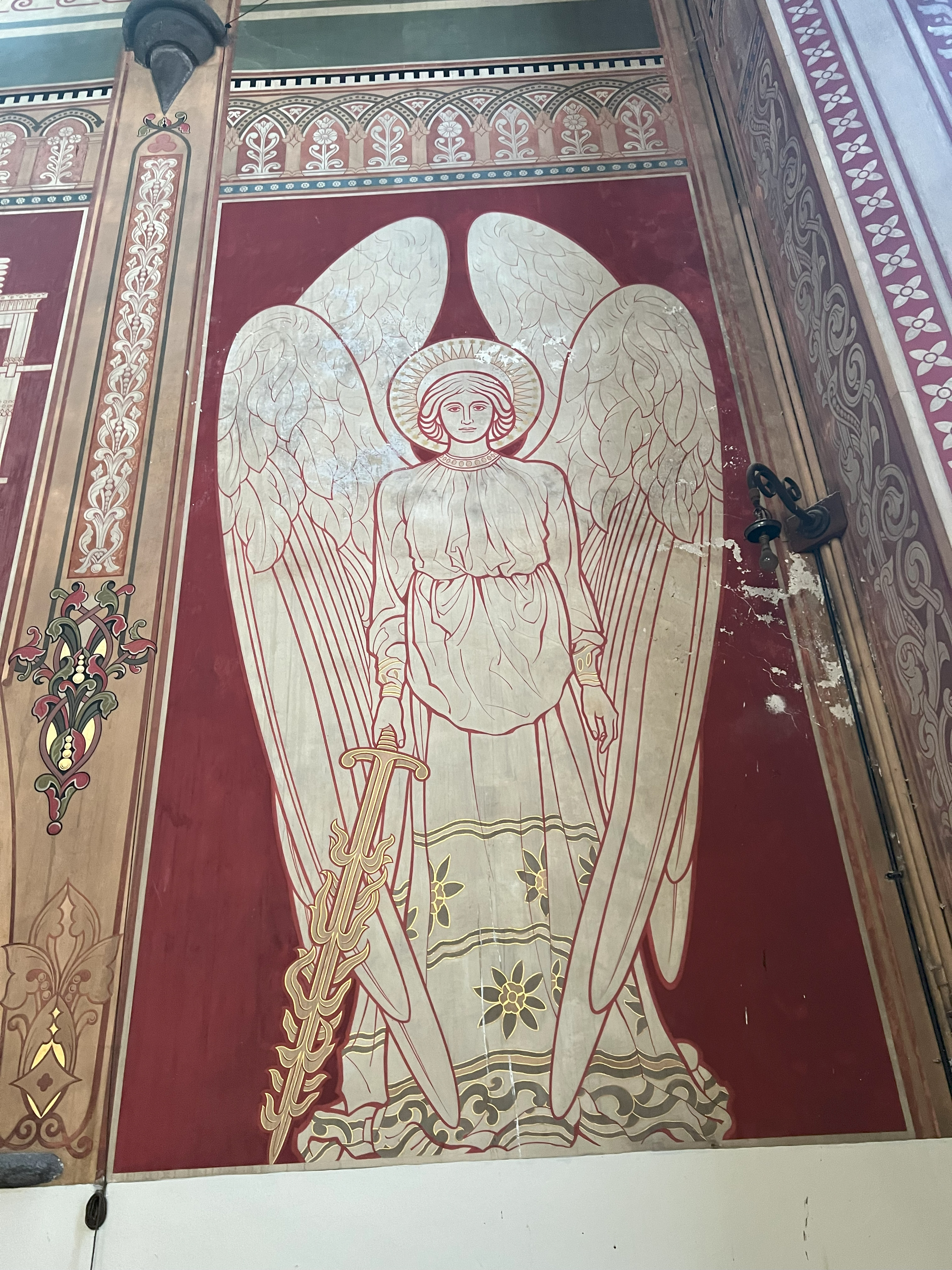
Michaël met vlammend zwaard.
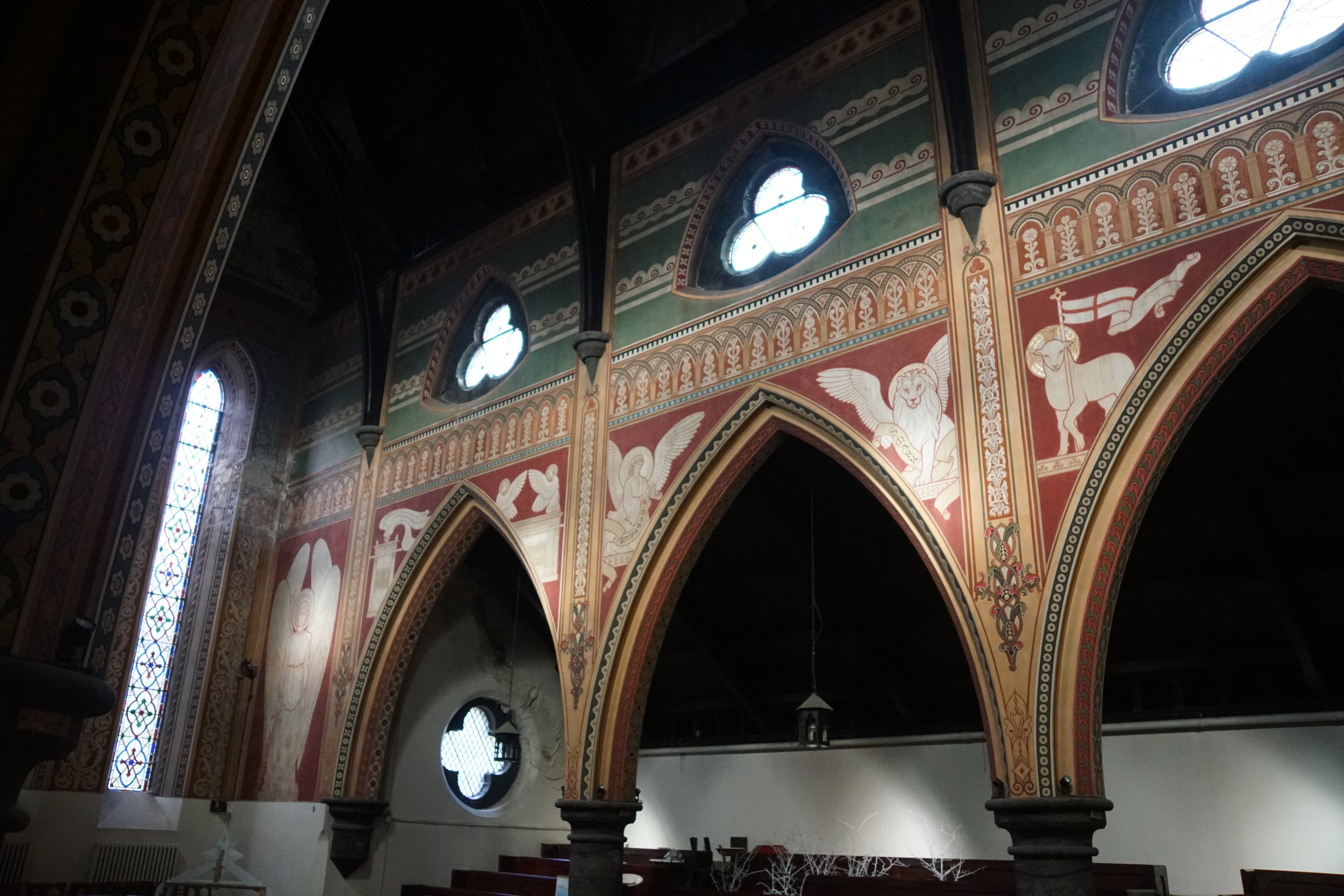
Symbolen van de apostelen.
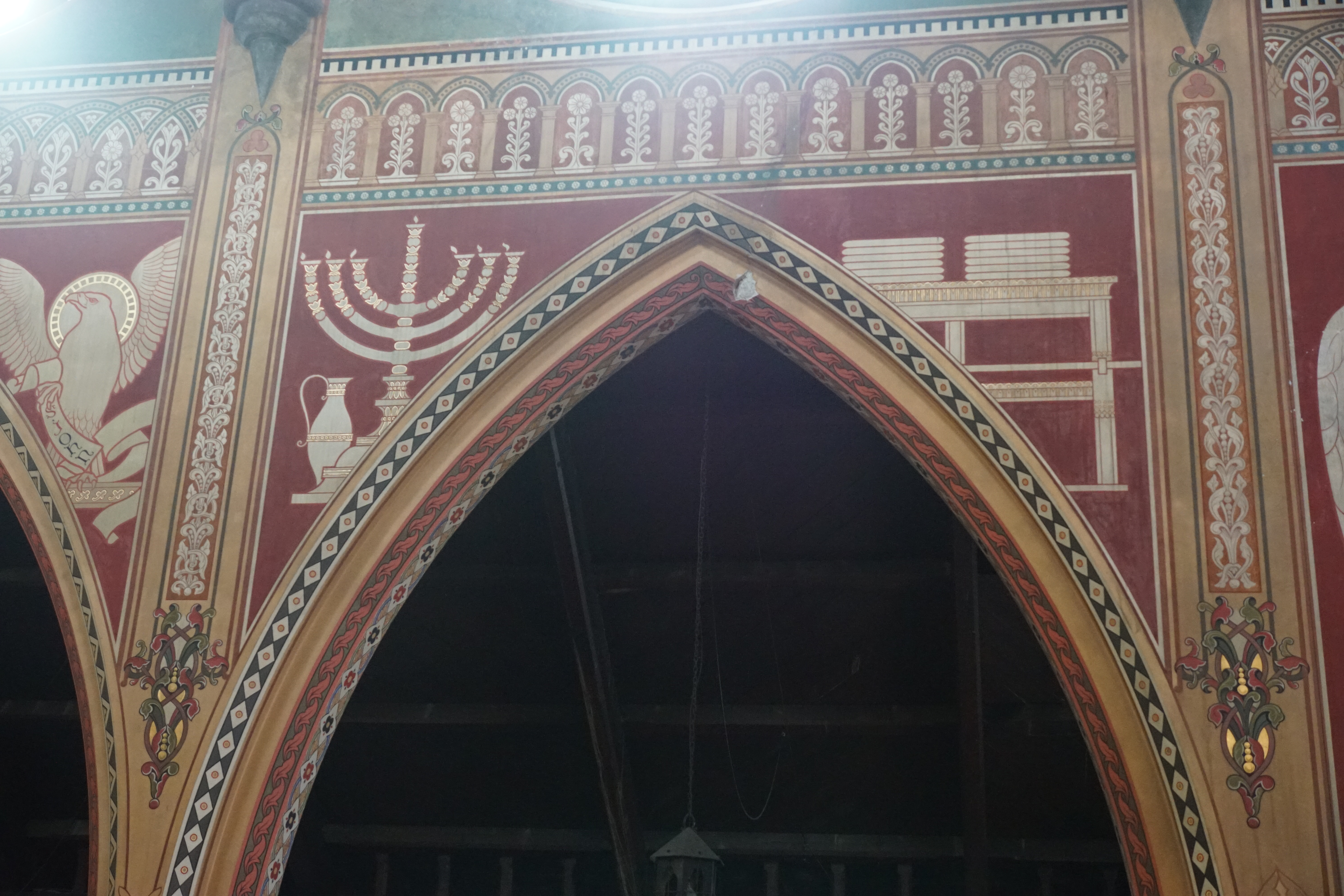
Menora en toonbrood.
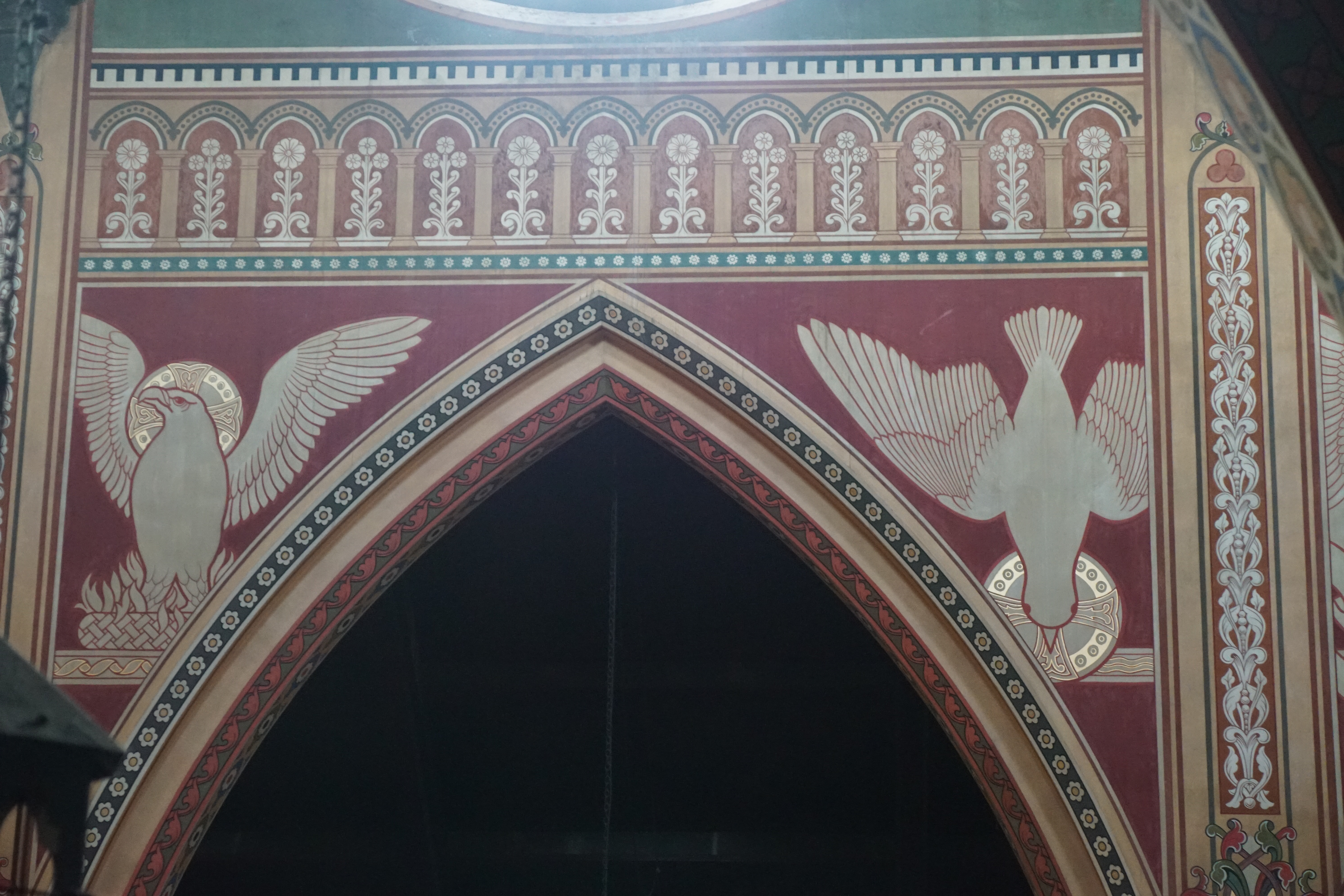
Feniks en duif.
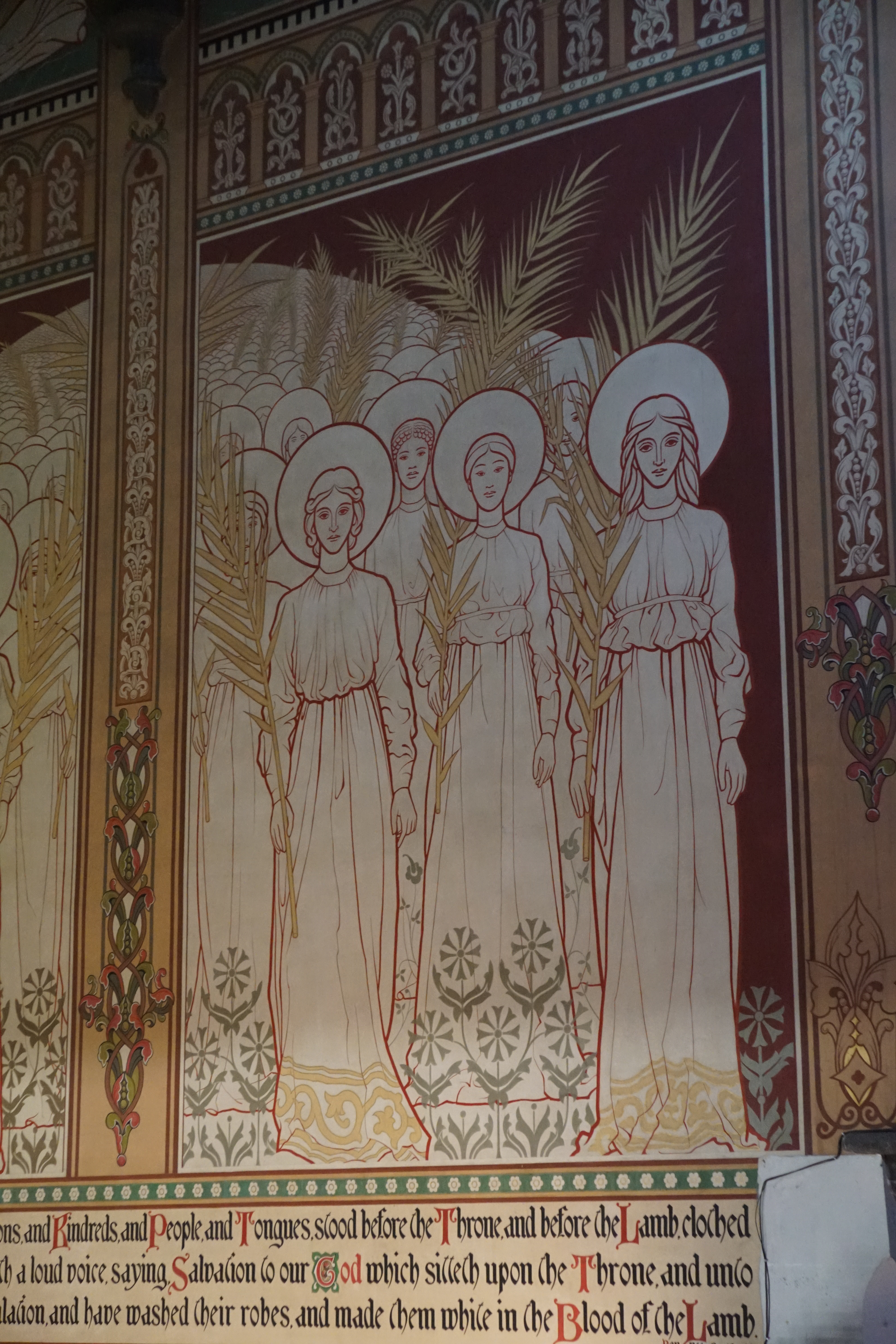
Mensen in de hemel.